# Croton chittagongensis
Espèce
Croton chittagongensis est une espèce de plantes à fleurs du genre Croton et de la famille des Euphorbiaceae, présente au Bangladesh.